# Mestre João
João Faras ou João Emeneslau, mais conhecido como Mestre João, era um médico, astrônomo, astrólogo e físico espanhol presente na expedição comandada por Pedro Álvares Cabral que aportou no Brasil em abril de 1500, sendo considerado por muito tempo como a primeira a chegar em terras brasileiras. Seu nome verdadeiro, João Faras, foi descoberto somente três séculos após a viagem ao Brasil.
Médico da coroa portuguesa, era um dos principais tripulantes de Cabral e um dos que se sabe que eram judeus — o outro era Gaspar da Gama. Mestre João foi o responsável por traduzir a obra De Situ Orbis, de Pompônio Mela, para o castelhano.
Nos primeiros seis dias em que a frota de Pedro Álvares Cabral esteve em Cabrália, Mestre João ficou em um navio pequeno carregado de alguns itens por estar doente devido a uma coceira que evoluiu para uma chaga na perna — provavelmente contraída devido às péssimas condições de higiene dos navios na época. Ele saiu do navio pela primeira vez na manhã do dia 27 de Abril de 1500 para medir a latitude utilizando um astrolábio de madeira, constatando que o local de desembarque se encontrava na latitude 17° (16°21'22'' ao Sul, mais precisamente). Durante a noite do mesmo dia ele observou a constelação Crux e a nomeou "Cruzeiro do Sul". Ele já tentara calcular a latitude durante toda a viagem, porém devido ao balanço do navio não atingiu sucesso. 

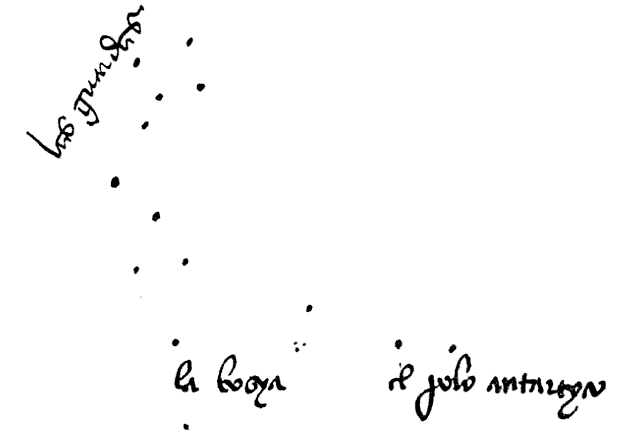
Representação de Crux por Mestre João em Maio de 1500.

No dia 28 de abril de 1500 ele teria enviado uma carta para o rei D. Manuel I em que, como a Carta de Pero Vaz de Caminha, fazia comentários sobre as novas descobertas. Em um dos trechos da carta, escrita na atual Baía Cabrália, onde realizou os primeiros estudos astronômicos no Brasil, ao identificar pela primeira vez a constelação do Cruzeiro do Sul, sugere ao rei que peça um mapa onde veria a localização das terras onde eles estavam, o que faria crer que os portugueses já conheciam o território brasileiro. 
 
A Carta do Mestre João foi descoberta pelo historiador Francisco Adolfo de Varnhagen, sendo publicada pela primeira vez em 1843, na Revista do Instituto Histórico e Geográfico Brasileiro , Rio de Janeiro, 1843, tomo V nº 19. 